# Лятошинский, Борис Николаевич
Бори́с Николаевич Лятоши́нский (укр. Борис Миколайович Лятошинський; 22 декабря 1894 (3 января 1895), Житомир, Российская империя — 15 апреля 1968, Киев, УССР, СССР) — украинский советский композитор, дирижёр и педагог, один из основоположников модернистского направления в украинской музыке. Народный артист Украинской ССР (1968). Лауреат двух Сталинских премий (1946, 1952).
Среди известных учеников — Ян Френкель

## Биография
Родился 22 декабря 1894 года (3 января 1895 год) в Житомире в семье интеллигентов. Отец — Николай Леонтьевич Лятошинский (1861—1920) — был учителем, кроме педагогической работы занимался научной деятельностью в области исторических наук. Как директор разных гимназий, вёл общественно-образовательную работу в Житомире, Немирове, Златополе. Мать — Ольга Борисовна — хорошо играла на фортепиано и пела.
В 1918 году окончил юридический факультет Киевского университета святого Владимира, в 1919 году — Киевскую консерваторию в классе композиции Р. М. Глиэра. С 1920 года — преподаватель Киевской консерватории, с 1935 года — профессор (в 1935—1938 и 1941—1944 годах — профессор МГК имени П. И. Чайковского). В 1944—1949 годах — заведующий кафедры теории музыки КГК имени П. И. Чайковского.
Был главой Ассоциации современной музыки, которая действовала в 1926—1929 годах, членом оргбюро Союза композиторов Украины (1932—1939), оргкомитета СК СССР (1939—1948). В 1939—1941 годах — глава, затем — член правления СК УССР. С началом Великой Отечественной войны был эвакуирован в Саратов, в котором уже находилась Московская консерватория, где он продолжил преподавательскую работу. Тогда же в Саратове была создана радиостанция «Тарас Шевченко», которая вела свои передачи для партизанского подполья Украины. В них постоянно участвовал Лятошинский вместе со своей женой Маргаритой Царевич. Композиторская работа Бориса Николаевича военных лет была очень плодотворной. За три года он написал «Украинский квинтет», Струнный квартет № 4, Сюиту на украинские народные темы для струнного квартета, Сюиту для квартета деревянных духовых инструментов, Трио № 2, Сюиту и Прелюдии для фортепиано, романсы на стихи Максима Рыльского и Владимира Сосюры, обработал более восьмидесяти украинских народных песен.
Летом 1944 года Лятошинский вернулся на Украину и сразу же включился в музыкальную жизнь Киева. С 1944 года и до самой смерти жил в доме писателей Ролит, где установлена мемориальная доска композитору. Лятошинского назначают художественным руководителем Украинской филармонии, он работает музыкальным консультантом в Радиокомитете, преподает в Киевской консерватории.
Среди учеников: Л. А. ГрабовскийГ. М. Калинкович, А. М. Канерштейн, И. Ф. Карабиц, Б. В. Левик, В. П. Осадчий, Е. Ф. Станкович, Г. П. Таранов, Я. А. Френкель, И. Н. Шамо.
Конец 1940—1950-е годы стали следующим плодотворным этапом в творческой деятельности Лятошинского. В этот период он написал ряд хоровых и оркестровых произведений, романсов, музыку к кинофильмам. Среди самых значительных творений можно назвать Симфонию № 3, симфоническую балладу «Гражина», «Поэму воссоединения», поэму «На берегах Вислы», концерт для фортепиано с оркестром. Весомым вкладом в украинское хоровое наследие послевоенных лет стали хоры Лятошинского на стихи Тараса Шевченко и Александра Пушкина.
Несмотря на выдающийся вклад в украинскую музыку, подвергался критике властей во время советской кампании по борьбе с формализмом.
Умер 15 апреля 1968 года. Похоронен на Байковом кладбище в Киеве.

## Творчество
- опера «Золотой обруч» (1930, 2-я редакция 1970)
- опера «Щорс» (1938, 2-я редакция «Полководец» (1948))
- «Украинский квинтет» (2-я редакция, 1945)
- пять симфоний, три симфонические поэмы, пять струнных квартетов, романсы, кантаты, музыка к драматическим спектаклям, кинофильмам
- «Украинский квартет»
- «Из прошлого» — четыре смешанных хора a cappella, op. 69
  - 1. «Ты спишь один…» (слова А. А. Фета)
  - 2. «Рим ночью» (слова Ф. И. Тютчева)
  - 3. «В старом городе» (слова И. А. Бунина)
  - 4. «Менуэт» (слова неизвестного автора XIX века)

Автор музыки к фильмам:
- 1961 — Гулящая
- 1960 — Летающий корабль
- 1959 — Григорий Сковорода
- 1956 — Кровавый рассвет
- 1956 — Иван Франко
- 1955 — Пламя гнева
- 1951 — Тарас Шевченко
- 1940 — Освобождение (документальный)
- 1940 — Буковина — земля украинская (документальный)
- 1937 — Новеллы о героях-летчиках
- 1934 — Хрустальный дворец
- 1934 — Красный платочек
- 1933 — Любовь
- 1932 — Иван
- 1931 — Кармелюк
- 1927 — Два дня

## Награды и премии
- Сталинская премия второй степени (1946) — за Украинский квинтет
- Сталинская премия первой степени (1952) — за музыку к фильму «Тарас Шевченко» (1951)
- Государственная премия УССР имени Т. Г. Шевченко (1971 — посмертно) — за оперу «Золотой обруч» (1930)
- народный артист Украинской ССР (1968)
- заслуженный деятель искусств УССР (1945)
- орден Ленина (24.11.1960)
- орден Трудового Красного Знамени
- два ордена «Знак Почёта» (17.04.1938 — в связи с 25-летним юбилеем Киевской Государственной консерватории и за выдающиеся заслуги в области подготовки музыкальных кадров Советской Украины[6] и 30.06.1951[7])
- три других ордена и медали

## Память
- Имя Б. Н. Лятошинского носит музыкальная школа № 1 в Житомире, в которой в мае 2013 г. открыт его музей.
- В 1981 году имя Б. Лятошинского присвоили Киевскому камерному хору, который в мае 1992 г. объединился с новосозданным камерным оркестром; в итоге был создан Ансамбль классической музыки имени Бориса Лятошинского.
- В сентябре 1968 года имя Б. Лятошинского присвоено Харьковскому музыкальному училищу.
- С 1978 г. имя Бориса Лятошинского носит улица в Голосеевском районе Киева, которая возникла в 70-х годах XX в. в ходе строительства жилмассива Теремки-II (первоначальное название — 4-я Новая).